# Marion (Kansas)
Marion – miasto w Stanach Zjednoczonych, w stanie Kansas, w hrabstwie Marion.